# Полонийбериллий
Полонийбериллий — бинарное неорганическое соединение,
полония и бериллия
с формулой BePo,
кристаллы.

## Получение
- Сплавление стехиометрических количеств чистых веществ:

{\displaystyle {\mathsf {Po+Be\ {\xrightarrow {T}}\ BePo}}}

## Физические свойства
Полонийбериллий образует кристаллы
кубической сингонии,
пространственная группа F 43m,
параметры ячейки a = 0,5838 нм, Z = 4,
структура типа сульфида цинка ZnS.

## Применение
- Ранее использовался как источник нейтронов[1].